# 大湖 (高雄市)
大湖，是臺灣高雄市湖內區的一個傳統地域名稱，位於該區東部。相較於今日行政區，其範圍大致包括大湖里、田尾里、湖內里東部，以及因二仁溪河道變遷而改劃至臺南市仁德區中洲里南部凸出部分的東南端。

## 歷史
台灣日治初期，大湖地區為一（舊制）街庄，稱為「大湖庄」，隸屬於長治二圖里。昔日該庄北隔二層行溪（今二仁溪）與中洲庄為界，東與及東南與營後庄為鄰，南邊為湖內庄，西邊為海埔庄。
1901年（日治明治三十四年）11月，全台設置二十廳，該庄隸屬於鳳山廳。1903年（明治三十六年）6月，該庄編入「大湖區」，隸屬於鳳山廳。1909年（明治四十二年）10月，合併二十廳為十二廳，大湖區改隸屬於臺南廳。1920年（大正九年），廢十二廳改設五州二廳，該庄改制為「大湖」大字，隸屬於高雄州岡山郡湖內庄（新制街庄）。
戰後湖內庄改制為湖內鄉，隸屬於高雄縣，大字亦改制為村。1950年3月10日，湖內鄉一分為二，本地區仍隸屬於湖內鄉。同年10月1日，高、屏分治，湖內鄉仍隸屬於高雄縣。2010年12月25日，因高雄縣市合併為新直轄市高雄市，湖內鄉改制為湖內區，村亦改制為里。

## 聚落
本地區發展較早的聚落有田尾、大湖、參軍等，在日治期初期的官方地圖上已有記載。

## 交通
台鐵縱貫線是台灣西部南北鐵路幹線，經過本地區東部，並於南側邊界外不遠處設有大湖車站（站體位於一甲地區境內）。該站屬三等站，停靠部分莒光號及全部區間車；由此可前往台鐵沿線各站。
省道台1線又稱「縱貫公路」，是臺北至屏東縣楓港的傳統平面幹道，經過本地區田尾、大湖兩個聚落。由該道路北行可前往湖內區市區、臺南市仁德區、南區/東區邊界、東區、永康區等地，南行可前路竹區、岡山區、橋頭區、楠梓區等地。
省道台28線是湖內區湖內橋至茂林（實際終點為六龜區大津）的橫向幹道，經過本地區南端。由該道路西行可前往湖內區西南部，並止於省道台17線轉角暨台17甲線終點路口；東行可前往路竹區北部暨國道1號路竹交流道、阿蓮區、田寮區、內門區/旗山區交界地帶、旗山區、美濃區、六龜區南部，並止於省道台27線路口。
區道高5線是大湖至竹滬的道路。
區道高5-1線是海埔至湖內里的道路。
區道高6線是海埔至田尾的道路。

## 信仰中心 (大湖三大公廟)
- 大湖碧湖宮
- 大湖長壽宮
- 大湖觀音亭

## 學校
- 大湖國小

## 公務機構
- 湖內分局